# Mandrinadora

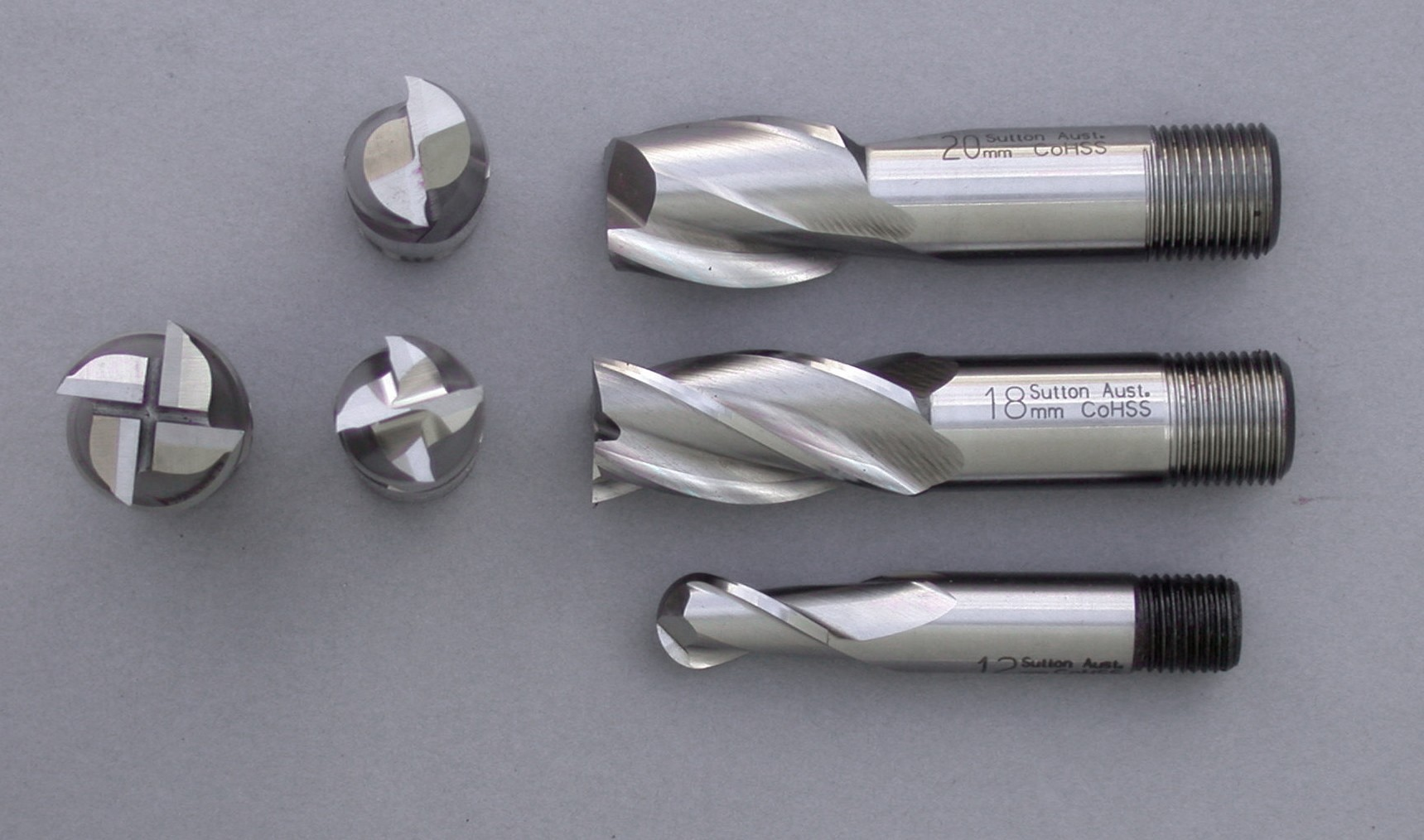
Freses cilíndriques de mandrinar

Una mandrinadora és una màquina eina que s'utilitza bàsicament per a la mecanització (mandrinatge) de forats de peces cúbiques quan cal que aquests forats tinguin una tolerància molt estreta i una qualitat de mecanització bona. La necessitat d'haver d'aconseguir aquestes toleràncies tan estretes fan que la mandrinadora exigeixi una gran perícia i experiència als operaris que la fan servir.
Bàsicament aquest tipus de màquines està compost per una bancada on hi ha una taula giratòria per fixar les peces que es van a mecanitzar, i una columna vertical per la qual es desplaça el capçal motoritzat que fa girar a la claveguera portaeines on se subjecten les barres de mandrinar.
L'eina de mandrinar té unes connotacions especials: per una banda ha de ser el més robusta possible, per evitar vibracions, i d'una altra ha de tenir un mecanisme d'ajust molt precís per poder aconseguir la tolerància precisa del forat, on de vegades cal aconseguir toleràncies IT7 i fins i tot IT6.